# ПАК біля мису Карангат
Прибережний аквальний комплекс біля мису Карангат — гідрологічна пам'ятка природи місцевого значення, розташована неподалік від села В'язникове Ленінського району АР Крим. Створена відповідно до Постанови ВР АРК № 97 від 22 грудня 1972 року.

## Загальні відомості
Землекористувачем пам'ятки є Чаудинське мисливське—господарство товариської організації «ВВОО», площа — 150 гектарів. Розташована за кілька кілометрів від села Ярке Ленінського району.
Охоронна зона пам'ятки природи «Прибережний аквальний комплекс біля мису Карангат» встановлена з метою захисту особливо охоронюваної природної території від несприятливих антропогенних впливів.

## Опис
Морський берег у цьому районі високий і активно руйнується абразією. Уперше біля мису Карангат на Керченському півострові була описана геологами і палеонтологами тераса з шарами пісковику і черепашнику з численними залишками морських організмів — устриць, мідій та інших двостулкових і головоногих молюсків. Формування цієї тераси, ймовірно, пов'язано з більш високим рівнем Чорного моря, яке було викликано проривом вод Середземного моря, датується в 8-6 тисяч років тому. Однак у різних ділянках Чорного моря карангатські тераси розташовані або на глибинах у 3-5 метри або на висоті в кілька метрів над сучасним рівнем. Карангатська тераса прісноводного давньочорноморського замкнутого басейну (озера) з допотопними молюсками.